# Hans Jurk

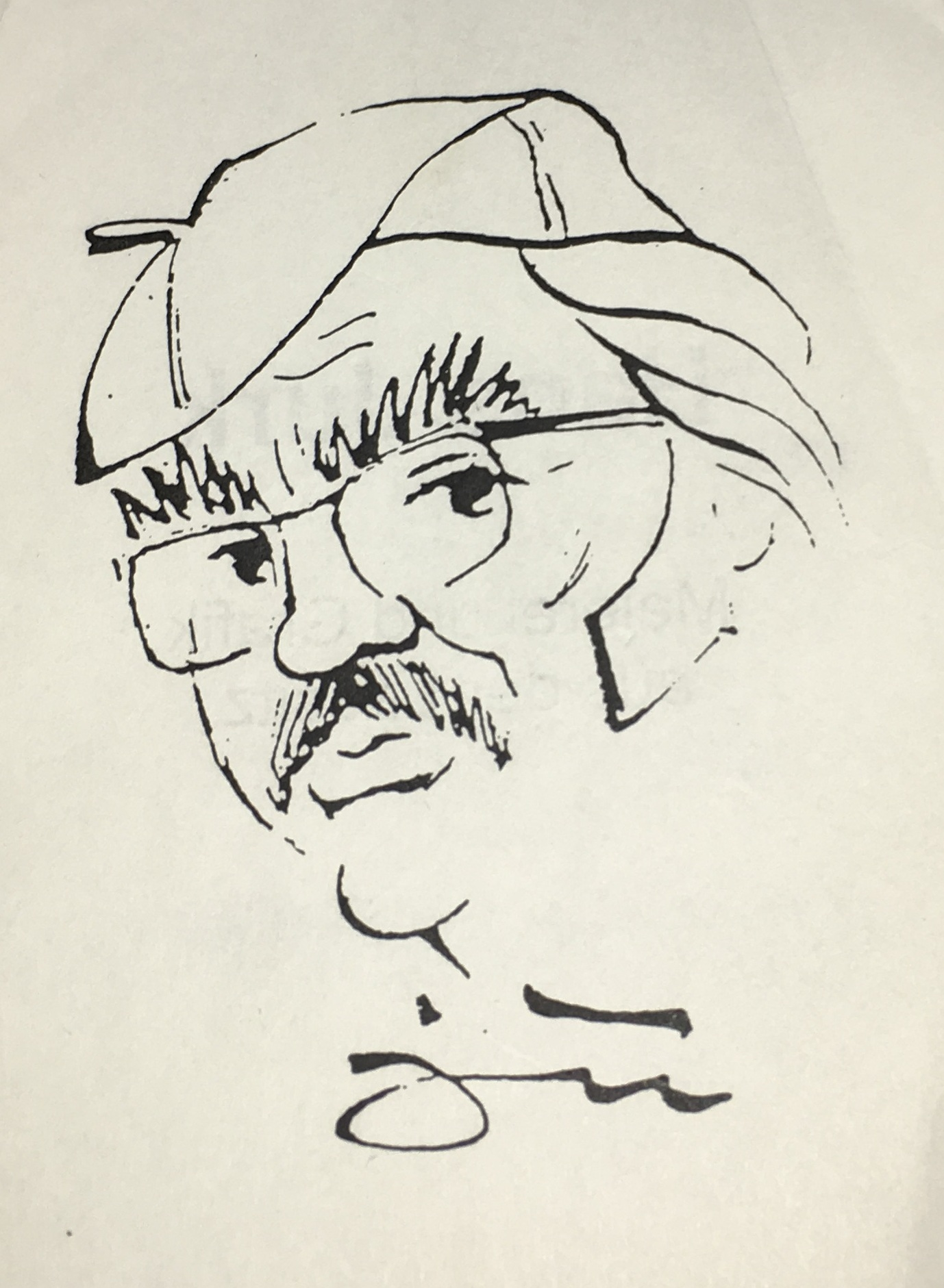
Hans Jurk Selbstbildnis 1986

Erich Otto Hans Jurk (* 25. Juli 1920 in Rauno bei Senftenberg; † 22. Februar 2002 in Berlin) war ein deutscher Maler, Grafiker und Karikaturist. Er signierte seine Werke mit Jurk Lauten.

## Leben
Nach dem Volksschulabschluss und einer Fleischerlehre erfolgte 1941 die Einberufung zur Wehrmacht. Nach schwerer Verwundung im Sommer 1942 erhielt er die Entlassung 1944. Von 1946 bis 1950 belegte Jurk ein Studium an der Hochschule für angewandte Kunst in Berlin-Weißensee. Der Abschluss erfolgte mit Diplom. Er war Schüler u. a. bei Gustav Hilpert, Arno Mohr und Horst Strempel.

## Werk
Jurk porträtierte und arbeitete in Grafik, Malerei, Radierung und Aquarell. Ab 1953 war er freier Grafiker bei der Jungen Welt. Karikaturen schuf er auch für „Berliner Zeitung“, „Handelswoche“, „Bauernecho“, „Eulenspiegel“ und anderen Publikationen in der DDR.

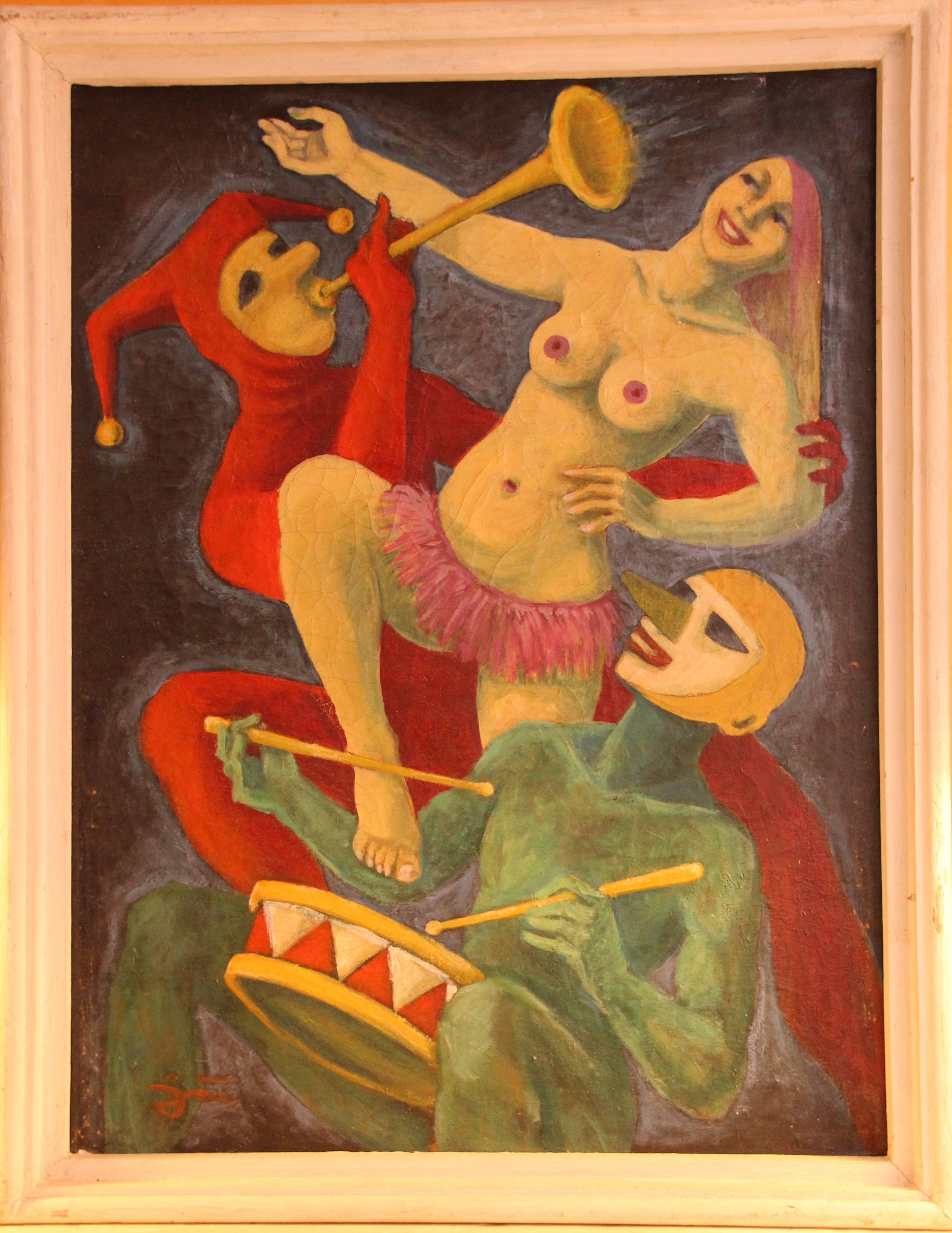
Öl 1986 Rot und Grün Avantie – Paradiesvögel

## Ausstellungen (Auswahl)
- 1949 Ausstellung des Kulturbundes Berlin in Senftenberg mit 1. Preis im Grafikwettbewerb
- 1950 in der Staatsoper (Metropoltheater)
- 1985 Berlin Köpenick „Sieben Raben“
- 1996 Senftenberg Schlossgalerie
- 2001 Vernissage im RuDi in Berlin-Stralau

Ein Diplom erhielt er aus Greiz, Montreal, Knooke und Grabowo.

## Buchillustrationen
- Ernst Pannach: Kleine Gärten – großer Nutzen. Staatsverlag der DDR, Berlin 1986.
- Georgij Beresko: Die rote Rakete. Verlag d. Ministeriums d. Innern, Berlin 1955.
- Beno Korjeńk: Naša Serbšćina. VEB Verlag Domowina, Budyšin 1961.